# کوه ماتسودا
کوه ماتسودا (به ژاپنی: 松田山 matsudayama) در استان کاناگاوا قرار دارد.

## مسیر تا قله
- مسیر یک: خط اوداکیو-اوداوارا ایستگاه شین-ماتسودا بعد در این ایستگاه با استفاده از اتوبوس در ایستگاه اتوبوس تاشیروموکائی (田代向) پیاده شد و از این ایستگاه پیاده تا ایستگاه شین-ماتسودا برگشت. در طی این مسیر به ترتیب فوروآیی دوبوتسومورا (ふれあい動物園 دهکده دوستی با حیوانات)، محل ماهیگیری و کمپ، سایبان و محل استراحت آزویاما، قلهٔ کوه، پارک تاریخی سایمیوجی (最明寺史跡公園) و در آخر باغ گیاهان معطر کوه ماتسودا (松田山ハーブガーデン) و موزهٔ کودکان قرار دارند. در ماه نوامبر در این باغ نارنگی را شخصاً می‌توان از درختان چید و خریداری کرد.

طول این مسیر ۸ کیلومتر است. به‌طور تقریبی پیمودن این مسیر ۳ ساعت و ۵۰ دقیقه طول می‌کشد. ابتدای مسیر در بعضی از قسمت‌ها ناهموار و خطرناک است و در طی یکساعت فقط یک اتوبوس از ایستگاه قطار بطرف ایستگاه تاشیروموکائی حرکت می‌کند.
- مسیر دوم: خط اوداکیو-اوداوارا ایستگاه شین-ماتسودا می‌توان پیاده بطرف قله رفت که در اینصورت رفت و برگشت تا قله در حدود ۴ ساعت طول می‌کشد. ترتیب زمانی به اینصورت است، از ایستگاه شین-ماتسودا تا باغ گیاهان معطر کوه ماتسودا (松田山ハーブガーデン) بیست دقیقه تا پارک تاریخی سایمیوجی (最明寺史跡公園) در حدود یکساعت و ده دقیقه تا سایبان و محل استراحت آزویاما که در نزدیکی قله قرار دارد، ۱ ساعت و ۵۵ دقیقه راه است.[۱]